# 공화당 전국위원회

공화당 전국위원회(Republican National Committee, RNC)는 미국 공화당 (미국)의 주요 위원회이다. 구성원은 4년마다 전국 대회에서 국가 대표단에 의해 선출된다. 공화당 브랜드와 정치적 플랫폼을 개발 및 홍보하고 자금 조달 및 선거 전략을 지원하는 일을 담당한다. 선출직 공무원에 대한 직접적인 권한은 없다. 또한 공화당 전당대회를 조직하고 운영하는 일도 담당한다. 공화당원이 대통령이 되면 백악관이 위원회를 통제한다. 보리스 히싱크(Boris Heersink)에 따르면, 정치학자들은 전통적으로 정당의 전국 위원회를 중요하지 않지만 공정한 서비스 제공자로 묘사해 왔다.
유사한 위원회가 미국의 모든 주와 대부분의 미국 군 (미국)에 존재하지만 일부 주의 정당 조직은 의회 선거구로 구성되어 있고 연합 캠페인 조직은 전국 위원회의 관리를 받는다. 마이클 와틀리(Michael Whatley)가 현재 위원회 위원장이다.
RNC에 대응하는 민주당의 상대는 민주당 전국위원회(Democratic National Committee)이다.

## 같이 보기
- 민주당 전국위원회